# Valerio Trocchi
Valerio Trocchi (L'Aquila, 30 luglio 1815 – Roma, 4 febbraio 1893) è stato un politico e magistrato italiano.

## Biografia
Nato all'Aquila nel 1815, conseguì la laurea in giurisprudenza e diventò banchiere e industriale. Si trasferì a Roma e lì iniziò la carriera politica a livello locale: fu Conservatore di Roma nel 1864 e, dopo la presa di Roma, diventò consigliere e assessore comunale e consigliere provinciale. Fu inoltre prima consigliere e poi presidente, dal 1880 al 1891, della Camera di commercio di Roma e vicegovernatore della Banca Romana.
Il 12 giugno 1881 fu nominato Senatore del Regno, con convalida e giuramento avvenuti il 30 giugno, durante la XIV legislatura. Al Senato fu questore dal 23 novembre 1882, inizio della XV legislatura, al 16 dicembre 1891, quando si dimise durante la XVII legislatura. Morì nella capitale nel 1893.